# Zsigmond Dezső
Zsigmond Dezső (Gyöngyös, 1956. március 21. –) Balázs Béla-díjas (2006) magyar filmrendező.

## Életpályája
Szülei Zsigmond Edömér és Palkovics Márta. 1962–1970 között szülővárosában végezte el az általános iskolát. 1970–1974 között az Újhatvani Gimnázium diákja volt. 1977–1981 között a Szombathelyi Tanárképző Főiskola magyar–népművelés szakán tanult. 1981–82-ben elvégezte a MÚOSZ újságíró-iskoláját. 1982–83-ban a Balázs Béla Stúdió, 1983–1989 között a Magyar Televízió művelődési szerkesztőség, 1989–1992 között a Társulás Filmstúdió tagja volt. 1992 óta a Budapest Filmstúdió, 2011 óta a Magyar Művészeti Akadémia tagja.
Ez zárkózott ügy címmel készítette első dokumentumfilmjét a Balázs Béla Stúdióban. Első játékfilmjét 1992-ben rendezte Erdélyi Jánossal Indián tél címmel.

## Magánélete
1988-ban házasságot kötött Balázs Ildikóval. Két gyermekük született: Eszter (1988) és Bence (1995).

## Filmjei

### Erdélyi Jánossal
- Ez zárkózott ügy (1983)
- Jelölöm magam (1985)
- Fordulj, kedves lovam (1987)
- Ez (is) zárkózott ügy (1988)
- Amíg az élet ígérve van (1988–1990)
- A kis indiánkönyv (1989)
- Ameddig a harang szól (1990–1998)
- Vérrel és kötéllel (1990)
- Nincs a világnak közepe (1991)
- „…és lába nyomán kinőtt a fű” – emlékek Szigethy Attiláról (1991)
- A boldog ember (1992)
- Indián tél (1993)
- Az eltűnt idő nyomában (1993)
- Az asszony (1995)
- Ott, hol a kis Túr… (1996)
- Az évszázad árvize (1998)
- Tálentum (2001)

### Önállóan
- Az utolsó mohikán (1987)
- Ketten tündérországból (1993)
- A csekei csónakos (1993)
- Portréfilm Sebestyén Ádámról (1993)
- Andersen-álmok (1993)
- Nem akarják irigyelni a holtakat (1996)
- Kakasdi mesék (1996)
- Tölgybe vésett búcsúszavak (1996)
- A rózsa vére (1997)
- Imbolygó lámpások (1998)
- Szatmári tangó (1998)
- Bizarr románc (2000)
- Szarvas József színművész (2001)
- A ház emlékei (2001)
- Aranykalyiba (2003)
- Jószág volt aranya a népnek (2003)
- Csigavár (2004)
- Józsi nővér és a sárga bicikli (2005)
- Húsvét titka (2005)
- Egy házasság első napja (2005)
- Élik az életüket – kárpátaljai szilánkok (2006)
- Út Calarasiba (2007)
- Setétpatak lakói (2007)
- Ferencesek Erdélyben (2007)
- Tejjel folyó Kánaán (2008)
- Napraforgók (2008)
- Gábor Felicia – Csángó vagyok (2008)
- A gyimesi borbély (2008)
- Bunkerember (2009)
- Vadlány – Boszorkánykör (2009)
- Az Óperenciás tengeren is túl (2010)
- Éppen benne voltam a nagy szerelemben a film iránt (2010)
- A botcsinálta doktor (2011)
- Bárányfelhők (2011)
- Háromkirályok – A rákok királya (2013)
- Háromkirályok – A láp királya (2013)
- Háromkirályok – A háló királya (2013)
- Kolompok nyelvén – Borzderesek (2014)
- Kolompok nyelvén – Gyékénykoporsó (2014)
- Burdosház Amerikából – Balogh Balázs néprajzkutató nyomában (2015)
- Egy passió kálváriája (2015)
- Sorsok könyve (2016)
- Herminamező árnyai – Tisza István miniszterelnök meggyilkolásáról (2016)
- A forradalom gyermekei (2017)[1]
- A sátán fattya (2017)
- A föld nyeli el – Aknaszlatina, a Kárpátaljai Atlantisz (2018[2])
- Triptichon (2021) filmtrilógia Esterházy János felvidéki vértanú magyar politikus életéről[3]

## Díjai
- A filmszemle legjobb dokumentumfilm díja (1990)
- a troiai fesztivál legjobb rendezés díja (1993)
- A mannheimi fesztivál különdíja (1996)
- A filmszemle legjobb forgatókönyvdíja (2002)
- A filmszemle legjobb rendezői díja (2005)
- Magyar Művészetért díj (2005)
- Balázs Béla-díj (2006)
- Zolnay Pál-díj (2006)
- A filmszemle esélyegyenlőségi díja (2007)
- a Kamera-Hungária fesztivál díja (2007)
- III. helyezett, nagyjátékfilm kategória – 2. Hét Domb Filmfesztivál, Komló (A sátán fattya, 2018)[4]
- Kölcsey-emlékplakett (2019)